# Alyssopsis
Alyssopsis es un género  de plantas de la familia de las brasicáceas.  Comprende 7 especies descritas y de estas, solo 2 aceptadas.

## Taxonomía
El género fue descrito por Pierre Edmond Boissier y publicado en Annales des Sciences Naturelles; Botanique, sér. 2, 17: 57. 1842.

## Especies aceptadas
A continuación se brinda un listado de las especies del género Alyssopsis aceptadas hasta septiembre de 2013, ordenadas alfabéticamente. Para cada una se indica el nombre binomial seguido del autor, abreviado según las convenciones y usos.
- Alyssopsis mollis (Jacq.) O.E.Schulz
- Alyssopsis trinervis Botsch. & Seifulin